# Acid caproic
Acid hexanoic (acid caproic) là một loại acid carboxylic có công thức phân tử C5H11COOH.  Dung dịch của nó không màu và có mùi giống chất béo, phô mai, sáp, mùi của con dê hoặc động vật gia cầm.  Đây là acid no được tìm thấy nhiều trong mỡ động vật và dầu thực vật, và là một trong những hóa chất được điều chế từ vỏ của cây bạch quả với mùi đặc trưng cực kì khó chịu. Acid này cũng là một trong những thành phần chính của vani. Tác dụng chủ yếu của acid hexanoic là điều chế ester có hương vị nhân tạo, và điều chế dẫn xuất của hexan, ví dụ như hexylphenol.
Muối và ester của acid này được gọi tên là hexanoat hoặc caproat.
Hai acid đồng phân khác: acid caprylic (C8) và acid capric (C10). Cùng với acid hexanoic, các acid này chiếm tổng cộng 15% thành phần của sữa dê béo.
Acid caproic, acid caprylic và acid capric (acid capric là acid dạng rắn hoặc sáp, trong khi hai acid còn lại ở trạng thái dung dịch) không chỉ được dùng để điều chế ester, mà còn được sản xuất thành chất béo nguyên chất có trong: bơ, sữa, kem, bánh mỳ, bia và nhiều loại gia vị.